# 모하나드 알리
모하나드 알리 카딤 알샴마리(아랍어: مهند علي كاظم الشمري, Mohanad Ali Kadhim Al-Shammari, (일반적으로 이라크에서 미미(아랍어:  ميمي, Mimi)), 2000년 6월 20일 ~ ), 이라크의 축구 선수로 포지션은 스트라이커이며 현재 카타르 스타스 리그의 알두하일 SC 소속이며 이라크 축구 국가대표팀에서도 활약하고 있다. 그는 포지셔닝, 슈팅, 헤딩, 크로스, 볼 컨트롤 및 드리블로 유명하다.

## 클럽 경력

### 청소년 경력
모하나드 알리는 어린시절 축구에 관심을 갖게 되었고 팀사흐 알아민이라는 바그다드 알자디다 지역 의 지역 팀에서 뛰기 시작했다. 그는 코치들이 스트라이커에게 깊은 인상을 받은 후 시험 없이 6세에 암모 바바 축구 학교에 등록했다. 그후 그는 알쿠와 알자이라 청소년 팀에 합류하여 알자우라 유스 챔피언십에서 그들을 대표했다. 그는 2개의 지역 토너먼트에서 득점왕이었고, 그후 이라크 FA에 의해 사드 하심의 U-14팀을 위해 부름을 받았고, 뛰어난 경기력으로 그는 알쇼르타의 관리자들의 관심을 끌었다.

### 알쇼르타

#### 생애
2013년 9월 24일, 선수는 알쇼르타와 5년 계약을 체결했다. 클럽에 대한 그의 경쟁 데뷔 브라질 감독하에 있었다. 로리발 산토스에서 2013-14 이라크 프리미어 리그 85분 현장에 대체되는 수 (26) 셔츠를 입고 바그다드 더비에 대한 알탈라바 2014년 26세 그는 13세 279일이라는 구단 역사상 알키타라를 대표 하는 최연소 선수이자 바그다드 더비 경기 역사상 최연소 선수가 되었다.알-쇼르타는 21경기에서 승점 43점으로 리그 우승을 차지했고, 모하나드 알리는 클럽 수준에서 그의 첫 번째 영예를 얻었다. 2014-15 시즌, 모하이라는 네 팀 친화적인 경쟁에서 재생 국군에 대한 토너먼트 알쇼르타가 손실 준결승 승부 차기에서 페널티 킥 득점, 알쿠와 알자위야를, 모하나드 알리는 하킴 셰이커 감독의 지휘 아래 2015-16 시즌 등번호 8번을 받았고, 2015-16 이라크 프리미어 리그에서 헤딩으로 알시나를 상대로 알쇼르타의 첫 골을 넣었다. 그는 2개의 출발과 9개의 알쇼르타가 그룹 2에서 4위를 하여 엘리트 그룹에 진출한 리그의 그룹 스테이지에서 교체 출전, 엘리트 그룹에서 클럽은 7위로 마감했고 모하나드 알리는 6경기 중 3경기에 교체로 사용되었다.
그는 2016-17시즌을 바그다드 클럽 알카흐라바에서 임대로 보냈고, 같은 경기에서 4골을 넣는 것을 포함하여, 31번의 리그 경기에서 12골을 넣으며 클럽의 득점왕으로 마무리했다. 1월 4일, 알카르크와의 대결, 클럽은 리그에서 13위를 기록했다.